# Grafički fakultet u Zagrebu
Grafički fakultet u Zagrebu je fakultet u Zagrebu. 
Dijelom je Sveučilišta u Zagrebu.

## Povijest
Dugi niz godina za grafičku struku školovali su se samo kvalificirani i visokokvalificirani radnici. Tek 1951. godine osnovan je Grafički tehnikum na kojem se počinju školovati grafički tehničari. 
Godine 1959. godine donosi se Zakon o osnivanju Više grafičke škole u Zagrebu. Uskoro se pokazala potreba za fakultetskim obrazovanim grafičkim kadrovima, ali je ozbiljnija akcija za osnivanje Grafičkog fakulteta započela tek 1973. godine. Viša grafička škola u Zagrebu kao punopravni član 1979. godine ulazi u sastav Sveučilišta u Zagrebu.
Nakon odluke Samoupravne interesne zajednice usmjerenog obrazovanja grafičke industrije SR Hrvatske o promjeni naziva i djelatnosti Više grafičke škole u Grafički fakultet u Zagrebu, Republički komitet za znanost, tehnologiju i informatiku izdaje rješenje o promjeni naziva i Grafički fakultet registrira se kao znanstveno-nastavna organizacija u području kemijskog inženjerstva kao privremenog znanstvenog područja do donošenja konačne odluke o priznanju novog znanstvenog područja grafičke tehnologije.
Skupština grada Zagreba prihvaća Statut Grafičkog fakulteta i 1990. godine upisuje ga u registar Privrednog suda u Zagrebu kao Grafički fakultet s osnovnom djelatnosti u obrazovanju grafičkih inženjera i diplomiranih grafičkih inženjera.
Na taj način završene su akcije uz pomoć Sabora, Sveučilišta, Republičkog komiteta za znanost i grafičke privrede oko osnivanja Grafičkog fakulteta kao jedinog za visoko obrazovanje u grafičkoj djelatnosti, ne samo u Hrvatskoj nego i u cijeloj jugoistočnoj Europi. Do danas je diplomiralo više od 2129 grafičkih inženjera i 276 diplomiranih inženjera grafičke tehnologije.

## Poznati znanstvenici
- Esad Jogić
- Osman Muftić
- Branka Lozo

## Studiji
Na preddiplomskom i diplomskom studiju grafičke tehnologije postoje 2 smjera: 
- Tehničko-tehnološki smjer
- Dizajn grafičkih proizvoda

Na doktorskom studiju postoji jedan smjer:
- Grafičko inženjerstvo i oblikovanje grafičkih proizvoda

## Vanjske poveznice
- Službena web-stranica
- Grafički fakultet Hrvatska tehnička enciklopedija, portal hrvatske tehničke baštine. LZMK